# ISO 3166-2:PK
ISO 3166-2:PK è uno standard ISO che definisce i codici geografici delle suddivisioni del Pakistan; è un sottogruppo dello standard ISO 3166-2.
I codici coprono province e territori, che rappresentano la suddivisione territoriale di primo livello del Paese, e sono formati da PK- (sigla ISO 3166-1 alpha-2 dello Stato), seguito da due lettere.

## Codici
| Codice | Suddivisione                        | Tipo                           |
| ------ | ----------------------------------- | ------------------------------ |
| PK-IS  | Territorio della capitale Islamabad | territorio della capitale      |
| PK-BA  | Belucistan                          | provincia                      |
| PK-KP  | Khyber Pakhtunkhwa                  | provincia                      |
| PK-PB  | Punjab                              | provincia                      |
| PK-SD  | Sindh                               | provincia                      |
| PK-JK  | Azad Kashmir                        | area amministrata dal Pakistan |
| PK-GB  | Gilgit-Baltistan                    | area amministrata dal Pakistan |